# Ju Hui

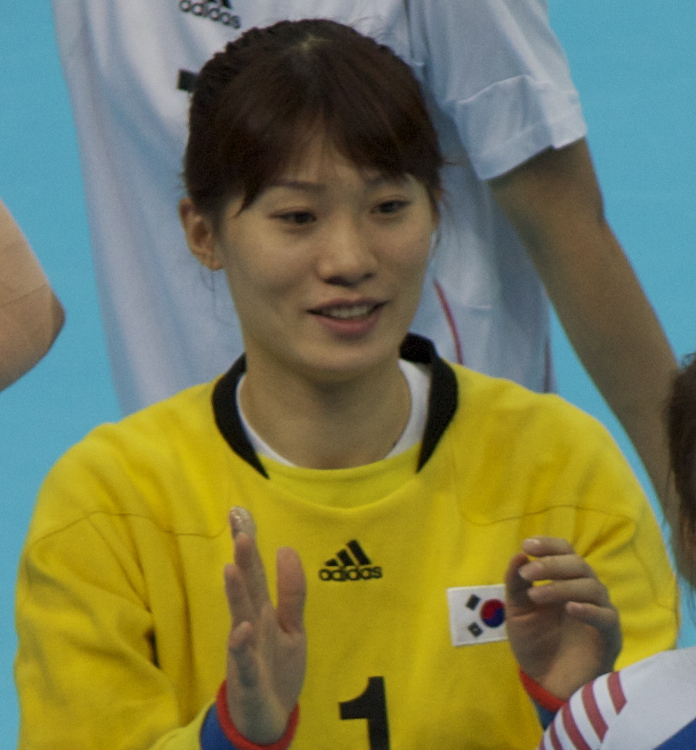
Ju Hui (2012)

Ju Hui (kor. 주희; * 4. November 1989 in Seoul, Südkorea) ist eine ehemalige südkoreanische Handballspielerin.
Ju Hui spielte für den südkoreanischen Verein Colorful Daegu. Nachdem sie später nach Seoul gewechselt war, schloss sie sich Busan an. Die Torhüterin gehörte zusätzlich dem Kader der südkoreanischen Nationalmannschaft an, für die sie mindestens 40 Länderspiele bestritt. Sie nahm mit der südkoreanischen Auswahl an der Weltmeisterschaft 2009 in China, an der Weltmeisterschaft 2011 in Brasilien und an der Weltmeisterschaft 2017 in Deutschland teil. Weiterhin hütete sie bei den Olympischen Spielen 2012 in London sowie bei den Olympischen Spielen 2020 in Tokio das südkoreanische Tor. 2017 gewann sie die Asienmeisterschaft. Im Oktober 2021 beendete sie ihre Karriere.